# Fábrica de aviación de Novosibirsk
Fábrica de aviación de Novosibirsk V.P. Chkálov, abreviada como NAZ (del ruso: «НАЗ», «Новосибирский авиационный завод им. В.П. Чкалова»), es una empresa de la ciudad de Novosibirsk y una de las mayores fábricas de aviones de Rusia. Actualmente forma parte del grupo PJSC Sukhoi. Anteriormente era conocida con las siglas de NAPO.

Actualmente la actividad de esta planta industrial se centra en el ensamblaje del avión de ataque Su-34, pero también produce algunos componentes para el avión regional SSJ 100 que son ensamblados posteriormente por KnAAPO en Komsomolsk del Amur, revisa y moderniza los aviones de ataque Su-24. NAZ colabora en la formación de pilotos y personal técnico, así como en producción de bienes de consumo.

## Historia
La compañía fue fundada en 1931 por el Consejo de Trabajo y Defensa como «Planta Nº 153a» para la producción de equipos de minería en Novosibirsk. Cinco años más tarde, en 1936, la planta fue transformada en una fábrica de aviones.
Un año después, se construyó y probó el primer aeroplano con éxito, el  Polikarpov I-16, con producción en serie desde 1938 hasta el 1940. En ese tiempo, la planta fabricó más de seiscientos I-16 para la Fuerza Aérea Soviética, ampliamente utilizados durante la guerra civil española y más tarde en la Gran Guerra Patria.
En 1939 el Sóviet Supremo de la URSS acordó renombrar la planta como « Fábrica de aeronaves V.P. Chkalov», en honor al legendario piloto y Héroe de la Unión Soviética Valeri Pávlovich Chkálov, fallecido el 15 de diciembre de 1938 mientras pilotaba un prototipo del Polikarpov I-180.

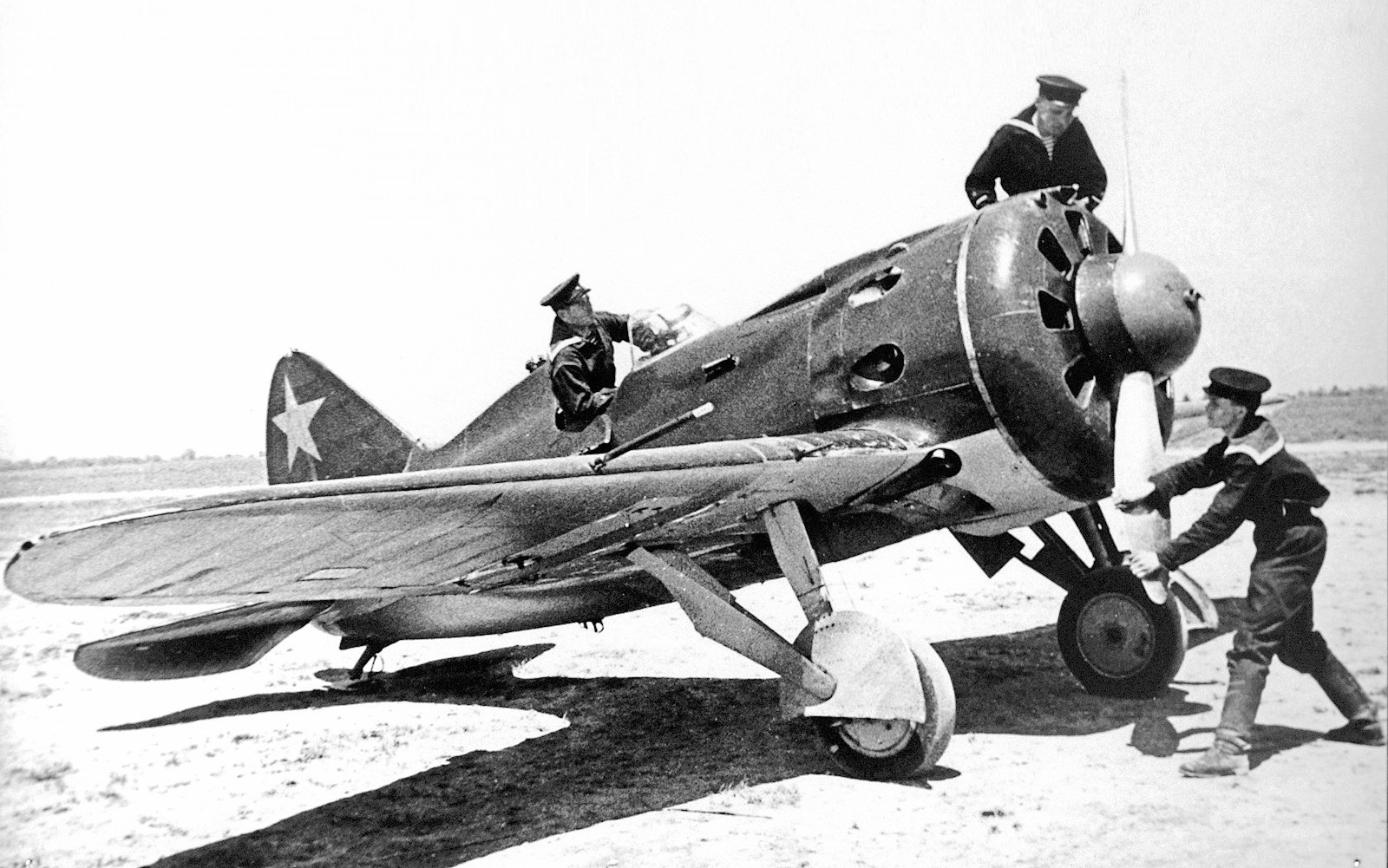
Khalkhin Gol Soviet i 16 1939

Durante la Gran Guerra Patria, la actividad de la planta VP Chkálov aumento al fusionarse con la «Planta Nº 23» de Leningrado y la «Planta Nº 302» de Jimki que fueron trasladadas a las afueras de Novosibirsk ante el avance de las tropas de la Alemania nazi.
Desde finales de 1941 y hasta la conclusión de la guerra en 1944, la Planta VP Chkalov había producido cerca de 16.000 aeroplanos de combate LaGG-3, Yak-7 y Yak-9, a una media de 28 a 30 aviones por día. Este resultado se logró gracias a la titánica labor que realizaron los trabajadores que permanecían, incluso durante varios días, sin salir de los talleres de trabajo. En aquel periodo excepcional, el 70% de los trabajadores de la fábrica eran mujeres y niños adolescentes.
El 2 de julio de 1945, la fábrica fue galardonada con la Orden de Lenin con la mención:  «Por su excelente y oportuno cumplimiento de la orden del Gobierno para la producción de aviones de combate durante la Segunda Guerra Mundial».
En los primeros años de posguerra la fábrica paso a producir bicicletas. A partir de 1947, VP Chkalov comenzó de nuevo la producción de aeronaves. El MiG-15 fue el primer avión de reacción con alas en flecha. En 1951 se fabricó el MiG-17. Estos trabajos científicos y tecnológicos complejos supusieron la mecanización de un gran parte de la línea de producción además del desarrollo de nuevos materiales y métodos de control de calidad.

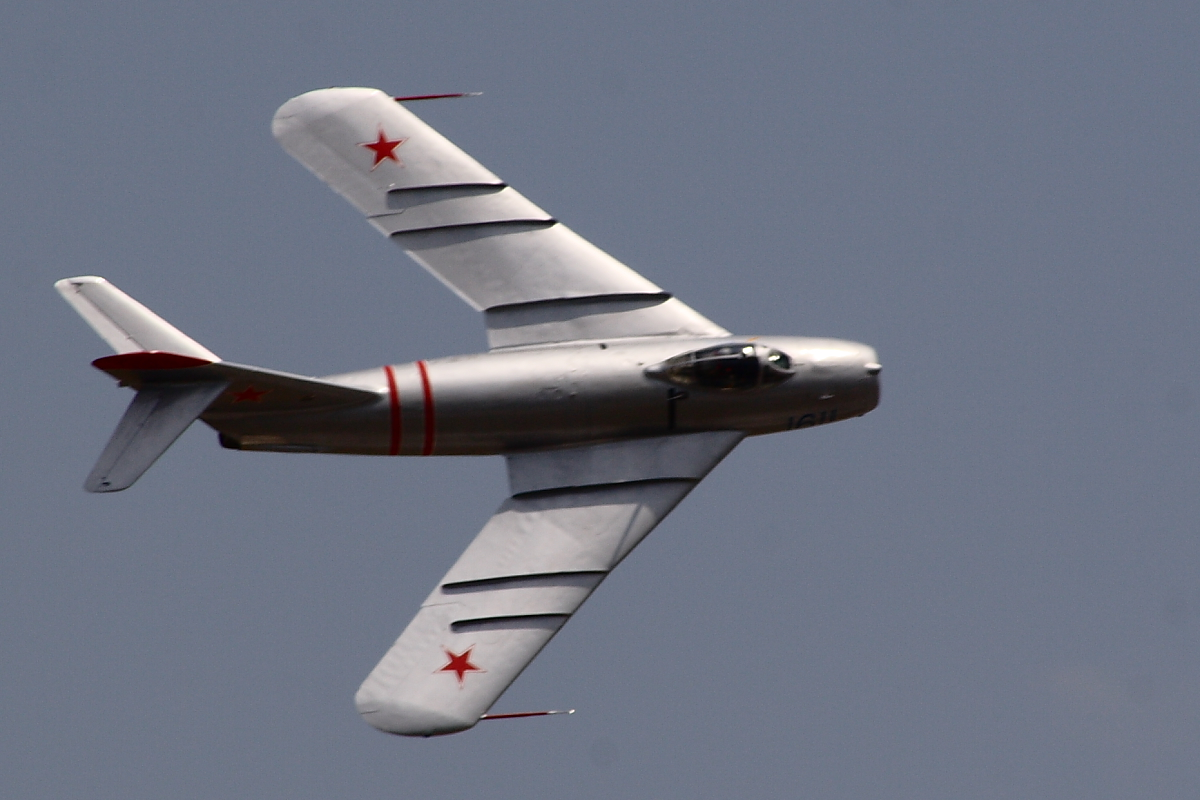
MiG-17F Top View

En 1954, el campo de la fabricación se trasladó a las aeronaves de reacción con los cazas supersónicos MiG-19. Durante la siguiente década, los diseños de Mikoyán-Gurevich producidos en la planta fueron los principales cazas de combate de las Fuerzas Aéreas de los ejércitos del Pacto de Varsovia. Durante ese periodo se construyó una nueva planta de ensamblajes de aviones de combate, que se convirtió en la más grande y moderna del país. La fabricación de aeronaves fue organizada en ciclo cerrado (a excepción de motores, aviónica y armas). Todo esto hizo posible aumentar la producción a 100 unidades por año.
Un hito importante en la historia de la compañía fue el comienzo de la cooperación con la OKB Sukhoi a finales década de los años cincuenta, y que continúa hasta nuestros días. En 1956 fue lanzado la producción del caza-interceptor Su-9, en 1962 el Su-11 y en 1966 el Su-15. En ellos se incorporaron los últimos logros en la tecnología y la ciencia.
En 1971, VP Chkalov fue premiada con la Orden de la Bandera Roja con la mención oficial: «... por su destacada contribución a la implementación exitosa del octavo Plan Quinquenal..» y «por el desarrollo de nuevas tecnologías».

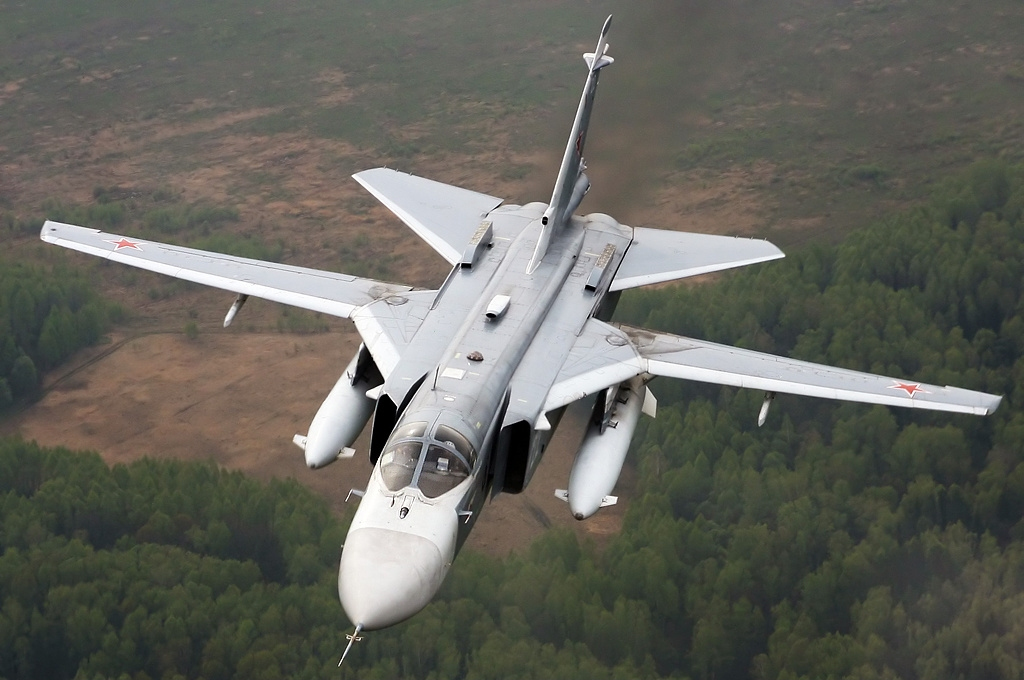
Sukhoi Su-24

Una nueva etapa en el desarrollo de la planta, y la industria aeronáutica rusa en su conjunto, fue la creación del polivalente aparato de ataque Su-24. Hizo su primer vuelo en diciembre de 1971, y que, de acuerdo a sus características de vuelo y capacidades de combate, era muy competitivo y avanzado comparado a sus últimos rivales occidentales. La producción en serie del Su-24 comenzó en la planta de Novosibirsk 1974 y terminó en 1993, habiendo producido cerca de 1.400 unidades.
En 1981, la Planta fue galardonada con la Orden de la Revolución de Octubre por sus servicios al estado soviético.

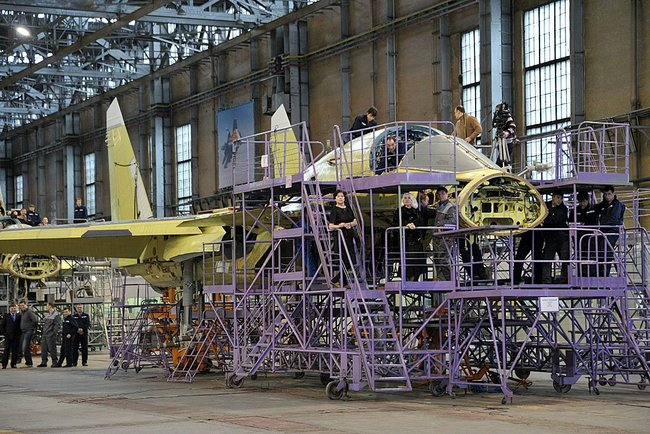
Foto del ensamblaje de un Su-34 en la fábrica de Chkálov, el 9 de marzo de 2013.

En 1989, VP ChKalov comenzó la producción de un nuevo avión de ataque de cuarta generación denominado Su-27IB, que posteriormente sería renombrado como Su-32. El nuevo prototipo realizó su primer vuelo el 18 de diciembre de 1993, pero el programa de desarrollo y producción quedó muy afectado por el proceso de disolución de la Unión Soviética. No sería hasta bien empezado el nuevo siglo cuando se reanudaría el programa de producción del nuevo aparato. Durante el tiempo que los talleres de montaje estuvieron vacíos debido a la falta de contratos aeronáuticos, la compañía se dedicó a la producción de bienes de consumo, fabricación de instrumentos, puertas de acero, etc.

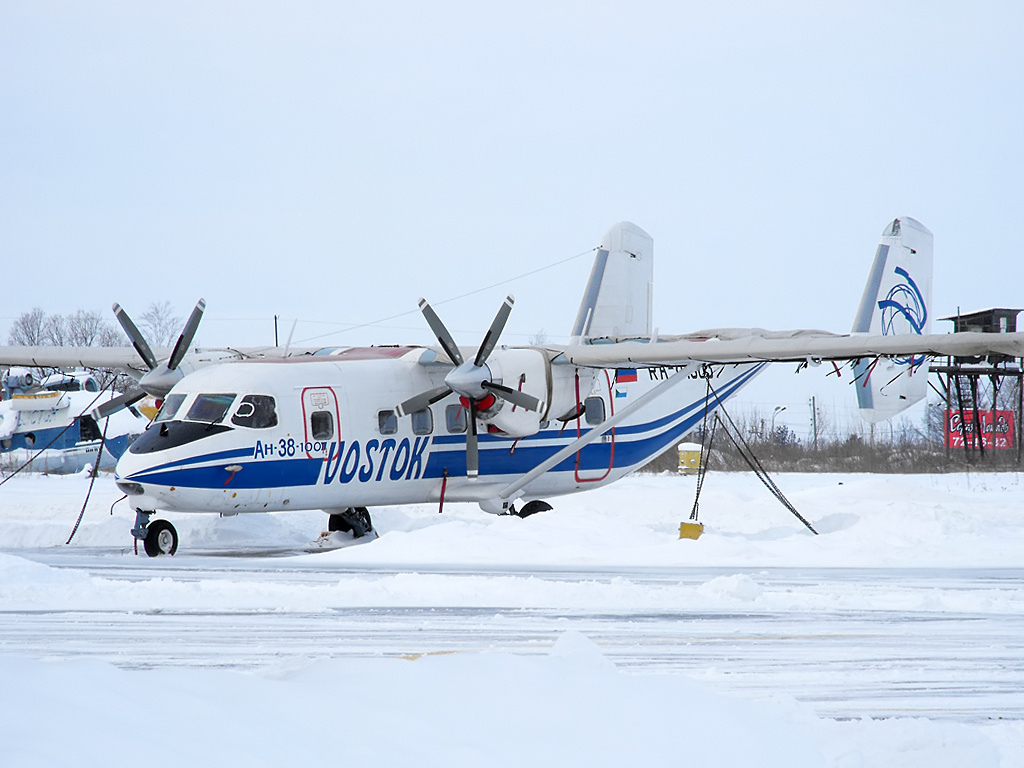
Vostok Antonov An-38

En 1991, VP ChKalov se embarcó en un programa de conversión para la producción de aeronaves comerciales. En el verano de 1994, el primer pequeño avión regional turbohélice An-38 producido en Novosibirsk realizaba el primer vuelo. Rusia estimó una necesidad de 130 aparatos de esta clase, sin embargo, en 2000 la producción en serie cesó debido a la falta de pedidos habiéndose fabricado solamente 11 unidades completas.
En septiembre de 2003, “NAPO. VP Chkalov” comenzó a integrarse dentro de las estructuras de la compañía Sukhoi. Esto se hizo de acuerdo con el Decreto n.º 1252 del Presidente de Rusia del, 26 de octubre de 2001, en el que ordenaba la reforma de las estructuras productivas estatales con la intención de integrarlas formando grandes compañías sectoriales.

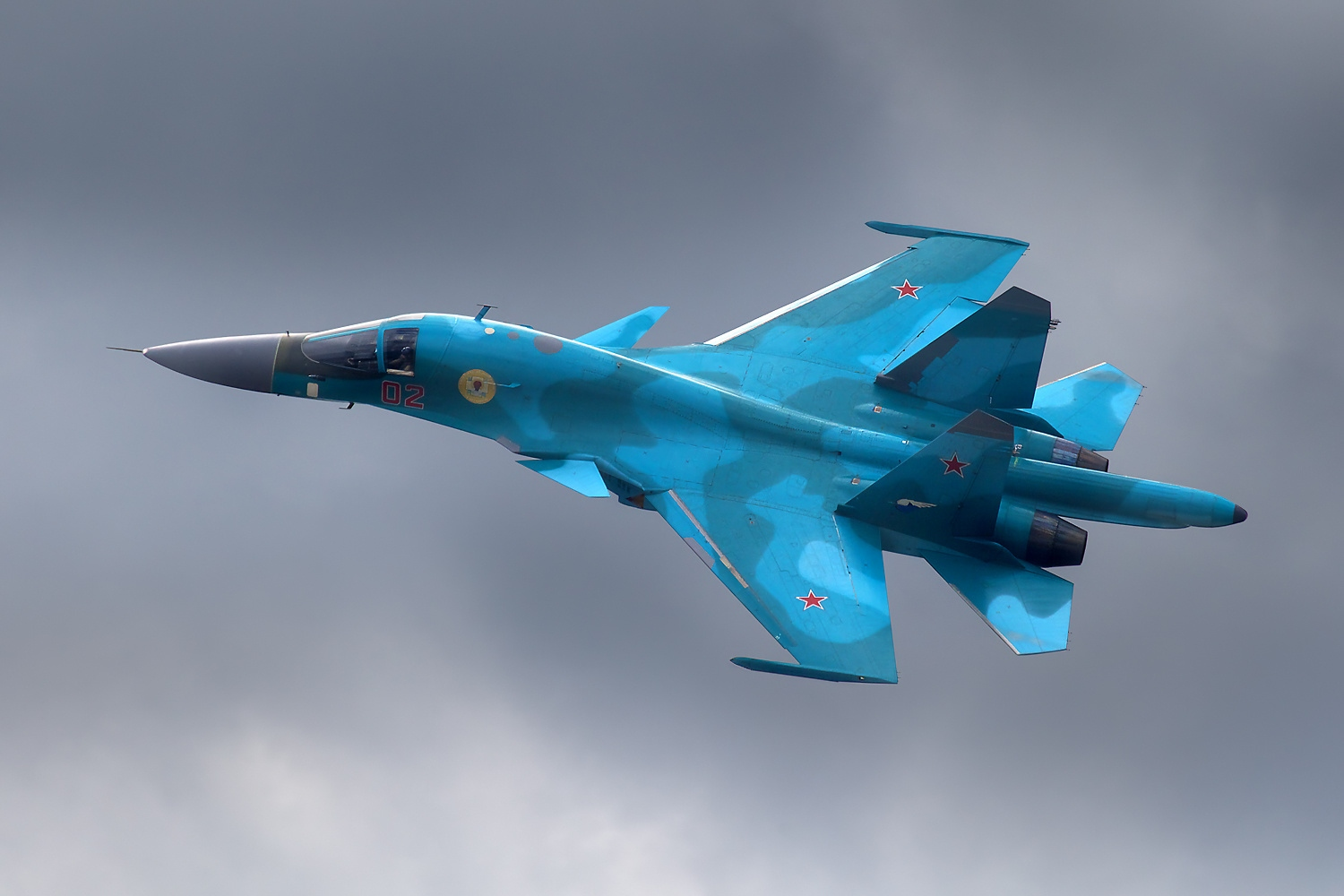
Sukhoi Su-34 de la VVS AN1646787

En 2005, la actividad industrial de NAPO tomó impulso gracias a la firma de contratos con el Ministerio de Defensa de Rusia para la producción del avión de ataque Su-34/Su-32, que comenzaron a entregarse a la VVS en el año 2006. Estos pedidos públicos les permitieron adquirir maquinaria más moderna, renovar las instalaciones de producción e incorporar nuevos trabajadores.
NAPO, al mismo tiempo que cumplía con los contratos estatales de defensa, colaboraba con la Sukhoi en la producción de componentes para el moderno avión regional Superjet 100.
El 1 de enero de 2013 «NAPO. VP Chkalov» dejó de operar como una entidad jurídica independiente al completar su integración en la compañía Sukhoi. A partir de ese momento, la fábrica cambió su nombre por el de «fábrica de aviones de Novosibirsk V.P. Chkálov» también conocida como NAZ.

## Futuro

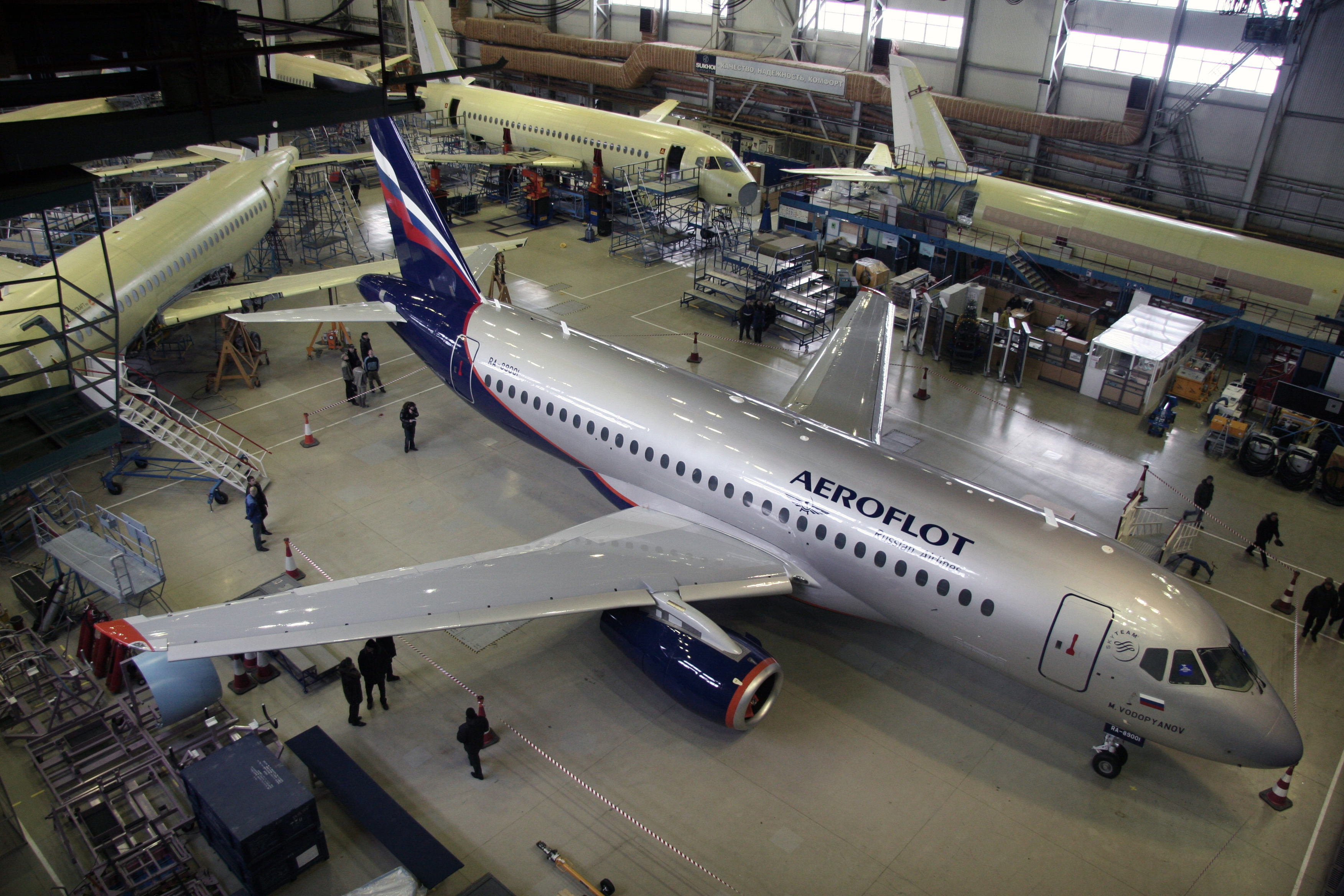
Sukhoi Superjet 100 (5348651735)

La actividad de NAZ, como parte de la corporación Sukhoi, en los últimos años:
- Contratos para modernizar los Su-24 con clientes nacionales y extranjeros.[14]

- Contratos para la producción del Su-34 con la VKS[15][16] y se espera recibir contrato con la Fuerza Aérea de Argelia para suministro de este caza de ataque que le permitirían prolongar la producción hasta el año 2020.[17]

- Continuará participando en la producción de componentes para el avanzado avión regional Superjet 100.[18]

- A partir del año 2020, esperan recibir nuevos contratos con la VKS para fabricar la versión modernizada del Su-34M en el que actualmente está trabajando Sukhoi.[19][20]